# Alžběta Trojanová
Alžběta Trojanová (Praga, 1987) es una periodista y presentadora de televisión checa. Trojanová es conocida por haber sido la copresentadora del programa de televisión de videojuegos Re-play del 2011 al 2019.

## Trayectoria
Trojanová nació en Praga en 1987.Cuando era pequeña, Trojanová y su hermano solían jugar juntos a videojuegos en una Sega Mega Drive que recibieron cuando ella tenía seis años. Cada semana, su padre la llevaba a un bazar de juegos cerca de su cuartel militar para vender e intercambiar sus juegos viejos y comprar otros nuevos. Cuando era mayor, disfrutaba de juegos como Heroes of Might and Magic y Hexen.
Trojanová comenzó su carrera escribiendo para la versión checa de la revista GameStar en 2004. Estudió en la Universidad Carolina, donde obtuvo una licenciatura en comunicación, marketing y relaciones públicas en 2011y una maestría estudios de comunicación.
A raiz de un trabajo en marketing de Internet, Trojanová empezó a escribir sobre juegos para ABC,  la revista de ciencia y tecnología orientada a los jóvenes para la editorial Ringier. Después, escribió para la revista de juegos Score. De 2011 a 2019  trabajó con Mikolá Tucek como co- copresentadora en el programa de televisión de videojuegos Re-play, en Prima Cool. En 2015, la empresa de Internet Tiscali Media lanzó un sitio web de entretenimiento, Booom.cz, que sería administrado por Trojanová con YouTubers como Jiri Kral.
Trojanová y Tuček volvieron a presentar pero esta vez los programas de videojuegos de Televize Seznam New Game+ en 2019 y luego New+ desde noviembre de 2019 hasta enero de 2020. Trojanová se trasladó a Tiscali Media, formando parte del consejo editorial y gestionando el contenido de vídeo de su sitio web Games.cz. Ese año también comenzó a presentar Geek News, un programa de noticias sobre tecnología y software en línea CZC.
Trojanová ha tratado temas como el sexismo y la representación de género en los videojuegos en su trabajo. En 2022, Trojanová reveló en las redes sociales que había estado en tratamiento por cáncer de mama durante varios meses.